# مارك فيرلاند
مارك فيرلاند هو سياسي كندي، ولد في 15 أبريل 1942 في مدينة كيبك في كندا. نشط حزبياً في الحزب الكندي التقدمي المحافظ. وقد انتخب عمدة وانتخب عضو مجلس العموم الكندي.